# Jac Vermeeren
Jac Vermeeren (1886-1935) was een Nederlands kunstschilder. Vermeeren was een broer van Frans Vermeeren, en een neef van Bert Vermeeren.
Jac Vermeeren was huisschilder van beroep, en in zijn vrije tijd schilderde hij de omgeving van Ginneken: het Mastbos, boerderijen en landschappen. Van Jac zijn in totaal 28 werken bekend, niet alleen in olie, maar ook aquarellen.